# Pagerwojo (Buduran)
Pagerwojo is een bestuurslaag in het regentschap Sidoarjo van de provincie Oost-Java, Indonesië. Pagerwojo telt 10.843 inwoners (volkstelling 2010).